# Kellerberg (Naturschutzgebiet)
Der Kellerberg ist ein ehemaliges Naturschutzgebiet im gemeindefreien Gebiet Göhrde im Landkreis Lüchow-Dannenberg in Niedersachsen.
Das ehemalige Naturschutzgebiet mit dem Kennzeichen NSG LÜ 113 ist rund 80 Hektar groß. Es ist Bestandteil des aus vier Einzelflächen bestehenden FFH-Gebietes „Buchen- und Eichenwälder in der Göhrde (mit Breeser Grund)“, zu dem auch die ehemaligen Naturschutzgebiete „Wälder am Jagdschloss Göhrde“ und „Breeser Grund“ gehören. Das Gebiet stand seit dem 2. Mai 1985 unter Naturschutz. Es ersetzte in diesem Bereich das mit Verordnung vom 1. August 1974 ausgewiesene Landschaftsschutzgebiet „Elbhöhen-Drawehn“ mit dem Kennzeichen DAN 27. Zum 21. Februar 2019 ging es im Naturschutzgebiet „Eichen- und Buchenwälder in der Göhrde“ auf. Zuständige untere Naturschutzbehörde ist der Landkreis Lüchow-Dannenberg.
Das ehemalige Naturschutzgebiet liegt südöstlich von Boitze innerhalb des Naturparks Wendland.Elbe im Staatsforst Göhrde. Es stellt einen Ausschnitt des Staatsforstes Göhrde unter Schutz, der hier von Birken-Traubeneichenwald geprägt ist. Eine Teilfläche des ehemaligen Schutzgebietes stellt als verheideter, ehemaliger Hutewald eine Besonderheit dar. Dieser sollte durch die Unterschutzstellung erhalten werden. Im übrigen ehemaligen Naturschutzgebiet soll der naturnahe Wald als Birken-Eichenwald und als Eichen-Buchenwald erhalten und entwickelt werden. Dieser Bereich wird forstwirtschaftlich bewirtschaftet.